# Хартманн, Оливер
Оливер Хартманн — немецкий музыкант, вокалист, гитарист и автор песен. В первую очередь известен, как экс-участник пауэр-метал-группы At Vance, а также по роли Папы Римского Климента VIII в рок-опере Avantasia.

## Биография
Оливер Хартманн родился 28 июня 1970 года в немецком городе Рюссельхейме. Впервые занялся музыкой в 10 лет, когда начал брать уроки игры на гитаре. Через 3 года Оливер собрал свою первую рок-группу, а позже примкнул к известным хард-рок-коллективам Merlin и Heat. С 18 лет он стал больше времени уделять пению и, сменив несколько групп, в 1995 году присоединился к группе Centers, игравшей в жанре прогрессивного рока. Помимо этого, Хартманн начал работу в качестве профессионального студийного певца и гитариста, записывая песни для немецких радио- и телестанций.
В 1999 году вместе с гитаристом Олафом Ленком Оливер организовал группу At Vance, которая приобрела широкую известность и принесла ему всемирную славу. После четырёх альбомов, Хартманн покинул At Vance по личным причинам и сфокусировался на сольной карьере. Попутно, он продолжал участвовать в сайд-проектах других музыкантов. В 2001 году он исполнил партию Климента VIII в Avantasia: The Metal Opera, в 2003 участвовал в метал-опере Days of Rising Doom, в 2002—2007 записал сольные и хоровые вокальные партии для проекта Даниэля Ливерани Genius a Rock Opera.
В 2005 году выходит первый сольный альбом Оливера Out in the Cold, достаточно высоко оцененный прессой. Позже вышли ещё два альбома: Home и 3. Также Хартманн продолжает выступать вместе с другими группами, такими как Empty Tremor.

## Дискография

### Соло
- Out in the Cold — 2005
- Home — 2007
- Handmade — 2008
- 3 — 2009
- Balance — 2012

### At Vance
- No Escape — 1999
- Heart of Steel — 2000
- Dragonchaser — 2001
- Only Human — 2002

### Centers
- Centers — 1997
- Fortunteller — 1998
- Early Works — 2001

### Empty Tremor
- The Alien Inside — 2004

### Avantasia
- The Metal Opera Part I, II — 2001,2002 — в роли Климента VIII
- The Scarecrow — 2008 в роли Блуда
- The Wicked Symphony — гитара, бэк-вокал
- Angel of Babylon — гитара, ведущий- и бэк-вокал

### Aina
- Days of Rising Doom — 2003 — в роли одного из Пророков, хор

### Genius a Rock Opera
- A human into dream’s world — 2002 — в роли советника короля Уайлд Трайба
- In search of the little prince — 2004 — хор
- The final surprise — 2007 — хор

### Edguy
- Mandrake — 2001
- Rocket Ride — 2006
- Tinnitus Sanctus — 2008

### Rhapsody
- Rain of a Thousand Flames — 2001
- Power of the Dragonflame — 2002
- Symphony of Enchanted Lands II: the Dark Secret — 2004

### Squealer
- Under the Cross — 2002

### Freedom Call
- The Circle of Life — 2003
- Eternity — 2003

### Magic Kingdom
- Metallic Tragedy — 2004

### Helloween
- Keeper of the Seven Keys - The Legacy — 2005

### Dushan Petrossi's Iron Mask
- Hordes Of The Brave — 2005
- Shadow Of The Red Baron — 2010

### Lunatica
- The Edge of Infinity — 2006

### Heavenly
- Carpe Diem — 2009